# Nogometna reprezentacija Roma iz Mađarske
Nogometna reprezentacija Roma iz Mađarske predstavlja romsku nacionalnu manjinu iz Mađarske.
Trenutačni izbornik: 

Osnovana:

## Sudjelovanja na natjecanjima
Sudionici su Europeade, europskog prvenstva nacionalnih manjina koje se održalo u Švicarskoj od 31. svibnja do 7. lipnja 2008.

Na tom prvenstvu, reprezentacija mađarskih Roma je osvojila broncu. U susretu za treće mjesto u Churu su pobijedili njemačkih Danaca s 9:0.

Do tog susreta, u prvom dijelu natjecanja po skupinama, pobijedili su u Velli kasnijeg doprvaka reprezentaciju vojvođanskih Hrvata s 2:0, a u poluzavršnici u Sedrunu od kasnijeg prvaka, južnotirolskih Nijemaca s 0:4. 
2012. su na Europeadi 2012. osvojili srebro, ponovo izgubivši od južnotirolskih Nijemaca, ovaj put u završnici.

## Vanjske poveznice i izvori
- ORF  Arhivirana inačica izvorne stranice od 13. srpnja 2011. (Wayback Machine) Južnotirolci su dobili EP manjin, 8. lipnja 2008.
- (njem.) Swissinfo[neaktivna poveznica] Südtiroler gewinnen Europeada 08
- (njem.) Europeada Službene stranice Europeade 2008.
- Flickr[neaktivna poveznica] Romi iz Mađarske na Europeadi 2012.